# Arne Sorenson

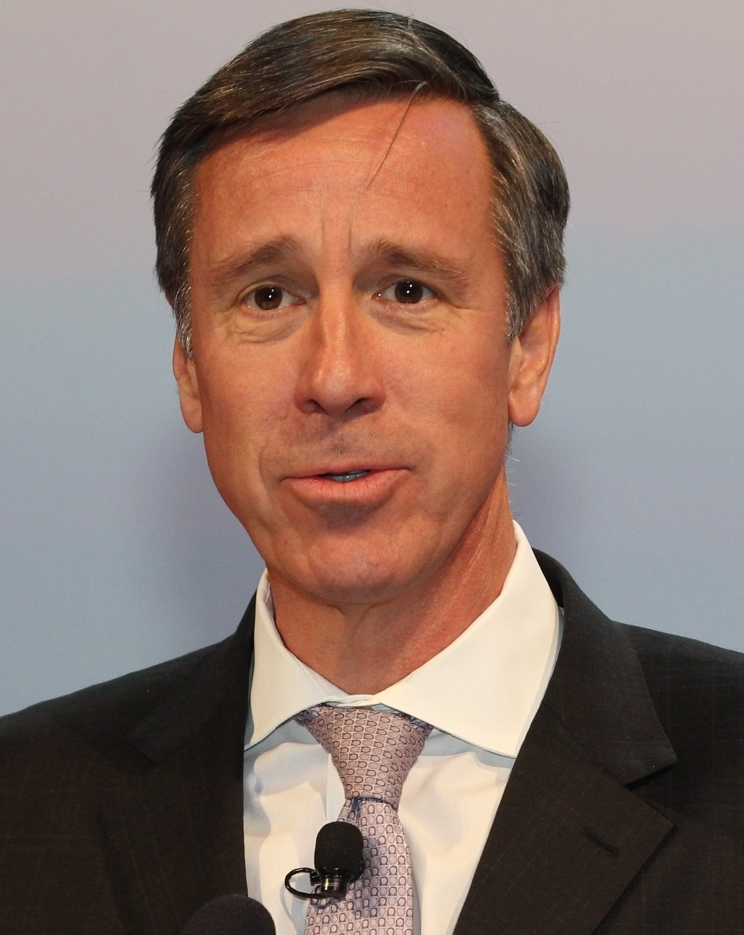
Arne Sorenson, Präsident & CEO von Marriott International

Arne Morris Sorenson (* 13. Oktober 1958 in Tokio, Japan; † 15. Februar 2021) war ein US-amerikanischer Hotelmanager. Er war Präsident und CEO von Marriott International. Als Absolvent des Luther College und der University of Minnesota Law School übernahm Sorenson am 31. März 2012 die Leitung von Marriott, der größten börsennotierten Hotelkette der Welt. Zuvor praktizierte er als Anwalt in Washington, D.C. bei Latham & Watkins, war Mitglied des Board of Directors bei Wal-Mart und arbeitete als COO für Marriott.

## Karriere
Sorenson war die erste Person außerhalb der Marriott-Familie an der Spitze des Unternehmens. Am 31. März 2012 wurde Sorenson Präsident und CEO von Marriott International Inc.
Im April 2019 wurde Sorenson von der Zeitschrift Chief Executive zum "CEO of the Year 2019" gewählt.
Im März 2020 gab er bekannt, dass er für den Rest des Jahres 2020 auf sein Gehalt verzichten würde, um die Auswirkungen von COVID-19 auf Marriott International zu verringern.

## Persönliches Leben
Geboren in Tokio als Sohn eines lutherischen Pastors, war Sorenson verheiratet und hatte vier Kinder. Am 3. Mai 2019 gab er bekannt, dass er an einer behandelbaren Form von Bauchspeicheldrüsenkrebs im zweiten Stadium erkrankt war und sich in Behandlung an der Johns Hopkins School of Medicine befand. Sorenson wurde im November 2019 wegen Bauchspeicheldrüsenkrebs operiert, führte aber weiterhin das Unternehmen. Er schloss Anfang des Jahres eine Strahlen- und Immuntherapie ab und unterzog sich nach der Operation einer weiteren Runde Chemotherapie. Marriott International gab im Februar 2021 bekannt, dass Sorenson seinen Zeitplan vorübergehend reduzieren würde, um sich einer anspruchsvolleren Behandlung für Bauchspeicheldrüsenkrebs zu unterziehen und mehr Zeit mit seiner Familie zu verbringen. Er starb am 15. Februar 2021 an den Folgen der Krebserkrankung.

## Politische Befürwortung
Sorenson war ein eingetragener Demokrat, spendete aber für Mitt Romneys Wahlkampf 2012.
Er führte sein Unternehmen dazu, für LGBT-Rechte einzutreten. Im Jahr 2016 gab er bekannt, dass er formell gegen Indianas vorgeschlagenen Religious Freedom Restoration Act sei und wurde einer von vielen CEOs, die eine vollständige Aufhebung von North Carolinas House Bill 2 forderten.
Im November 2016 schrieb Sorenson einen offenen Brief an den designierten Präsidenten Donald Trump, in dem er ihn ermutigte, eine kooperative Herangehensweise beim Regieren zu wählen; keine Vergeltungsmaßnahmen gegen die Wahlkonkurrentin Hillary Clinton zu verfolgen; "die Spaltung in diesen Bereichen der LGBT-Rechte zu minimieren, indem man die Menschen ihr Leben leben lässt und sicherstellt, dass sie auf dem öffentlichen Platz gleich behandelt werden; "ein großes Infrastrukturprogramm zu initiieren, ohne es mit der Rückführung ausländischer Einnahmen zu verbinden oder es mit einer Philosophie der Privatisierung historischer Regierungsfunktionen zu verknüpfen; sicherzustellen, dass unsere Grenzen ebenso wie unsere Flughäfen gesichert sind", ohne Amerika für Reisende aus der ganzen Welt zu schließen", indem wir ein globales Programm für vertrauenswürdige Reisende einführen, um sicherzustellen, dass wir unsere Sicherheitsressourcen auf diejenigen konzentrieren, die ein Risiko darstellen, nicht auf die überwältigende Mehrheit, die kein Risiko darstellt; "einen transparenten Ansatz für die zukünftige Einwanderung zu verabschieden", der Schritte beinhaltet, "um sicherzustellen, dass diese 11 Millionen Menschen, die illegale Einwandererbevölkerung der Vereinigten Staatendabei, helfen können, Amerika stärker zu machen, indem sie Steuern zahlen, in die Zukunft investieren und weiterhin einen Beitrag zu unseren Gemeinden leisten"; "die besten, klügsten, talentiertesten und am härtesten arbeitenden Menschen anzuziehen und zu halten - wo immer sie herkommen; " und "eine drastische Vereinfachung unseres Steuerrechts, die Schlupflöcher und unnötige Steuervergünstigungen schließt, die Steuersätze auf ein Niveau senkt, das mit dem Rest der industrialisierten Welt vergleichbar ist und Marktverzerrungen so weit wie möglich beseitigt", was den Übergang zu "einem territorialen Steuersystem ermöglicht - ohne Einnahmeverluste oder eine Erhöhung unseres Haushaltsdefizits."
Sorenson hat sich gegen Präsident Trumps Executive Order 13769, ein Verbot von Reisen aus sieben mehrheitlich muslimischen Ländern, und ihre Nachfolger als potenziell schädlich für die US-Tourismusindustrie ausgesprochen. Er hat Präsident Trump auch aufgefordert, die Beziehungen zu Kuba zu verbessern, einschließlich der Nutzung des Tourismus als strategisches Instrument für diesen Zweck.